# Maria Cristina d'Asburgo-Lorena (governatrice dei Paesi Bassi Austriaci)
Maria Cristina Giovanna Giuseppa Antonia d'Asburgo-Lorena (Vienna, 13 maggio 1742 – Vienna, 24 giugno 1798) membro del potente Casato degli Asburgo-Lorena, assunse il Ducato di Teschen dal 1769 al 1798 e il Governatorato dei Paesi Bassi austriaci dal 1780 al 1793 con suo marito Alberto di Sassonia.

## Biografia

### Infanzia

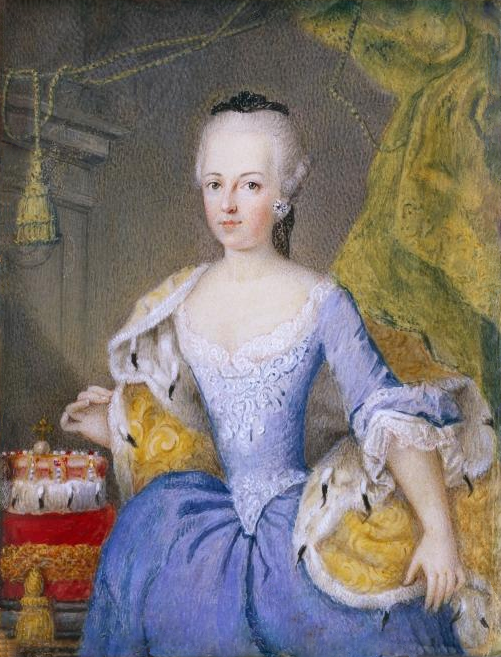
Maria Cristina d'Asburgo-Lorena nel 1749.

Maria Cristina era figlia dell'arciduchessa d'Austria Maria Teresa d'Austria e di Francesco Stefano di Lorena, Maria Cristina nacque il giorno del 25º compleanno di sua madre, il 13 maggio 1742 a Vienna, in Austria. Il giorno successivo fu battezzata al palazzo imperiale di Hofburg con i nomi di Maria Cristina Johanna Josepha Antonia; Maria Cristina prende il nome da sua nonna Elisabetta Cristina di Brunswick-Wolfenbüttel, imperatrice vedova del Sacro Romano Impero, tuttavia, alla corte viennese veniva sempre chiamata Maria o Mimì. Era la figlia prediletta di Maria Teresa, come si può vedere dalle lettere che l'imperatrice le scrisse. In una lettera del 22 marzo 1747 l'ambasciatore prussiano a Vienna, il conte Otto Christoph von Podewils, descrisse Maria Cristina come bella e spiritosa.
L'arciduchessa, capricciosa e vivace in gioventù, ricevette un'educazione particolarmente amorevole dai suoi genitori. Quella famigerata preferenza che Maria Cristina ricevette da sua madre causò l'intensa gelosia dei suoi fratelli e sorelle, che la evitarono e criticarono la sua posizione prominente all'interno della famiglia sempre più attivamente.
Fu la figlia preferita da Maria Teresa e questa predilezione venne dimostrata dalla possibilità datale, rarissima per l'epoca, di sposare chi voleva.

### Adolescenza
Divenne molto amica, o forse amante, della cognata Maria Isabella di Borbone-Parma, moglie del fratello erede al trono Giuseppe. Le lettere tra le due cognate sono giunte sino a noi e testimoniano il reale clima familiare creato dall'imperatrice Maria Teresa. Se da una parte ella mostrava immenso affetto per i figli o per coloro che riteneva simpatici, dall'altra pretendeva severamente da tutti il massimo e, se il massimo non arrivava, il suo comportamento diveniva spietato, così da far nascere sensi di colpa. Di questo comportamento lunatico e anche per tutti i favoritismi nei confronti di Maria Cristina, soffrirono moltissimo tutti gli altri suoi figli, soprattutto Maria Antonietta e Leopoldo.
L'intelligente e diplomatica Maria Cristina sapeva infatti approfittare delle debolezze della madre per ricavarne il massimo profitto: le scriveva spesso, le dava sempre ragione, era sempre accanto a lei.
Il fratello Giuseppe aveva un ulteriore motivo di attrito nei confronti della sorella: nell'amicizia che legava la moglie Isabella e la sorella molti videro un legame così profondo da apparire saffico.

### Matrimonio

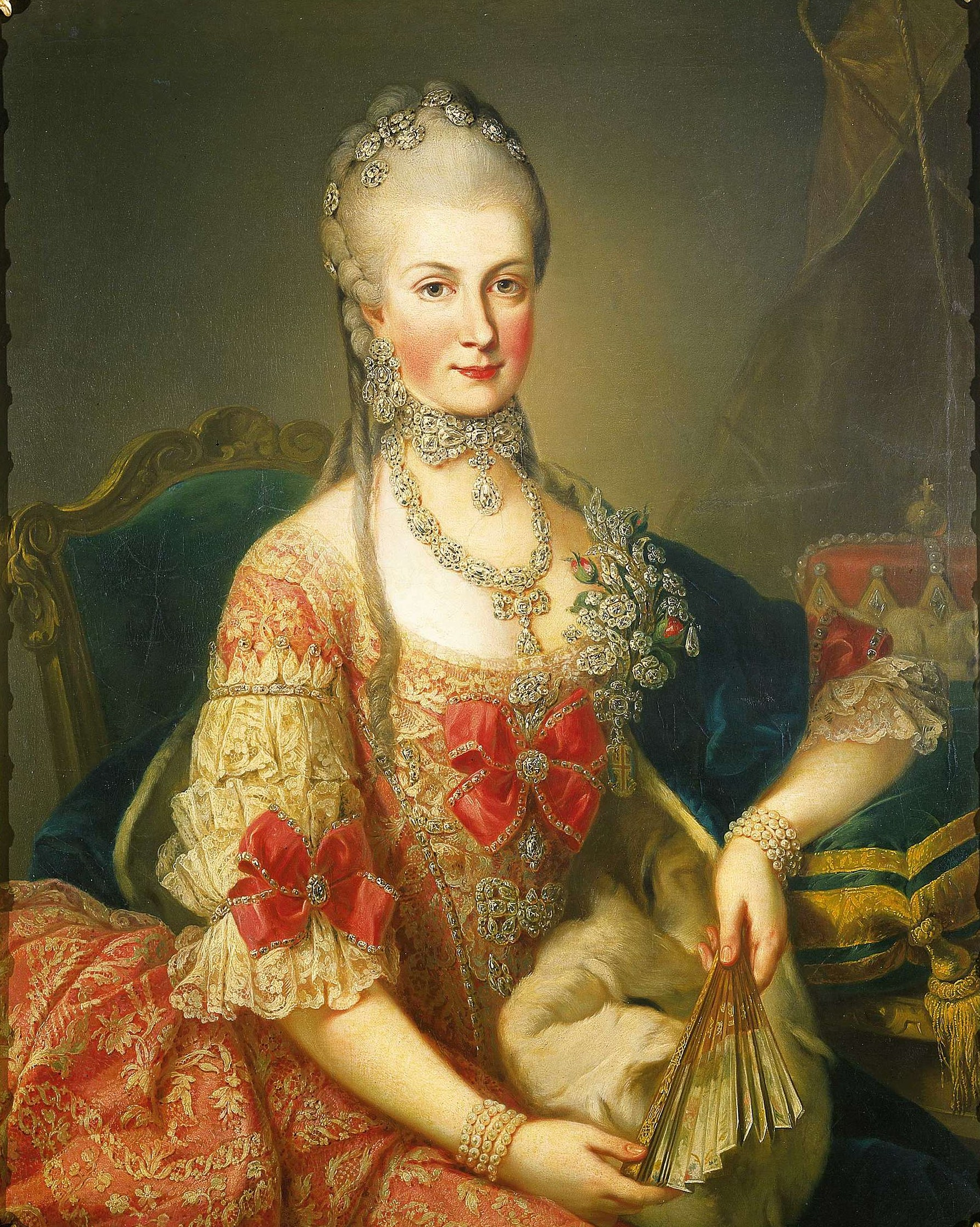
Maria Cristina d'Asburgo-Lorena in un ritratto attribuito al Maestro delle arciduchesse - Castello di Schönbrunn, Kinderzimmer

La 17enne Maria Cristina ebbe una storia d'amore con Ludovico Eugenio di Württemberg, ma la prospettiva di un matrimonio tra loro fece arrabbiare l'imperatrice, che credeva che il terzo figlio del Duca di Württemberg non fosse di rango sufficiente per un'arciduchessa. All'inizio di gennaio del 1760 Alberto e Clemente Venceslao di Sassonia arrivarono alla corte imperiale ed entrambi furono accolti calorosamente dall'imperatore e dall'imperatrice. Il principe Alberto incontrò l'arciduchessa in occasione di un concerto, al quale partecipò, e presto sviluppò un grande affetto per lei, come ricordò nelle sue memorie. Alla fine di gennaio del 1760, Alberto e Clemente Venceslao di Sassonia lasciarono Vienna.
Nel dicembre 1763, il principe Alberto di Sassonia tornò a Vienna per esprimere le sue condoglianze alla famiglia imperiale per la morte di Isabella di Borbone-Parma. Divenne un buon amico della defunta Isabella dopo il suo matrimonio con il futuro Giuseppe II e, come notò nel suo diario, sviluppò anche una stretta relazione con Maria Cristina. Nel 1764 il principe sassone incontrò l'Arciduchessa, prima a Vienna in primavera e più tardi a Bratislava. Dopo queste visite, Maria Cristina si innamorò profondamente di Alberto, che, nonostante il suo affetto per l'Arciduchessa, non credeva di poterle conquistare la mano in matrimonio a causa della sua posizione relativamente debole e politicamente instabile per gli standard imperiali. Ma poi fu invitato a Vienna per studiare un nuovo regolamento di servizio per la cavalleria, per partecipare a cacce e divertimenti della corte imperiale, e ricevette l'invito di Maria Cristina a dare libero sfogo ai suoi sentimenti per lei ma non ancora pubblicamente.
Maria Cristina ebbe una forte influenza su sua madre, che approvò la sua relazione con Alberto, ma gli amanti furono costretti a mantenere segreta la loro relazione perché l'imperatore voleva che sposasse il suo primo cugino, Benedetto di Savoia (figlio di Elisabetta Teresa di Lorena, sorella minore di Francesco I). L'imperatrice consigliò alla figlia impaziente di apparire calma e cauta riguardo al suo fidanzamento con Alberto; tuttavia, Maria Cristina trovò estremamente difficile nascondere i suoi sentimenti per il principe sassone, così ricevette nuovi consigli materni, seguiti da una tattica di silenzio.
Nel luglio 1765, la famiglia imperiale si recò a Innsbruck per il matrimonio del fratello di Maria Cristina, Leopoldo, con l'infanta Maria Luisa di Borbone-Spagna; Alberto partecipò alle celebrazioni. Poiché era presente anche il Duca di Chablais, Maria Cristina e Alberto dovettero procedere con maggiore attenzione. Un mese dopo il matrimonio di Leopoldo, l'imperatore morì improvvisamente (il 18 agosto) per un ictus o un infarto. La famiglia imperiale fu duramente colpita da questa morte, ma leggermente meno Maria Cristina, i cui piani matrimoniali non erano più un ostacolo poiché sua madre era stata a lungo dalla sua parte. Di conseguenza, fu l'unica figlia di Maria Teresa che non si sposò per motivi politici; tuttavia, per rispetto della morte dell'imperatore, un periodo di lutto dovette essere osservato prima che il suo matrimonio potesse aver luogo.

I preparativi per il matrimonio iniziarono già nel novembre 1765. Maria Teresa era preoccupata che la giovane coppia non potesse vivere comodamente. In dicembre, Alberto fu nominato Feldmaresciallo e Governatore dell'Ungheria; questi titoli costrinsero lui e la sua futura moglie a vivere a Presburgo. Il castello locale fu ristrutturato al costo di 1,3 milioni di fiorini, e l'imperatrice vedova Maria Teresa fece ristrutturare dei mobili e delle stoviglie. Ricevettero com regalo anche il palazzo Grünne Haus a Laxenburg (già palazzo Dietrichstein). Quando la coppia si stabilì a Vienna più tardi, è stato loro permesso di rimanere nel Palazzo Imperiale di Hofburg. Infine, Maria Cristina ricevette una ricca dote: il Ducato di Teschen, le città di Mannersdorf, di Ungarisch-Altenburg e altre signorie, e la quantità di 100.000 fiorini. La servitù della coppia comprendeva circa 120 persone. Questi doni ricevuti da Maria Cristina causarono il dispiacere e l'invidia dei suoi fratelli e sorelle. 

Ritratto dell'arciduchessa Maria Cristina d'Asburgo-Lorena, duchessa di Teschen di Giovanni Battista Lampi, 1766-1770 circa

Maria Cristina allora invitò a Vienna il principe Alberto, duca di Teschen. Il 7 gennaio 1766, Alberto ricevette un caloroso benvenuto a Presburgo dai cittadini. Il 2 aprile si è svolto il fidanzamento e sei giorni dopo, l'8 aprile, si è svolto il matrimonio. Durante la cerimonia (in cui era presente l'imperatrice Maria Teresa) Maria Cristina indossava un abito bianco decorato e Alberto la sua uniforme militare; tuttavia, il resto degli ospiti erano vestiti di nero a causa del lutto giudiziario in corso. Poco dopo gli sposi si stabilirono a Presburgo. La coppia riuscì ad avere solo una bambina, Maria Cristina Teresa di Sassonia-Teschen, che nacque e morì il 17 maggio 1767. Divennero poi genitori adottivi dell'arciduca Carlo, terzo figlio dell'imperatore Leopoldo II e di sua moglie Maria Luisa di Borbone-Spagna, altrimenti destinato alla carriera ecclesiastica. A lui lasciarono in eredità, oltre al nome del casato dei Teschen, le numerose collezioni d'arte.
Maria Teresa insediò figlia e genero a Bratislava nel 1766, dopo aver affidato a lui l'incarico di governatore d'Ungheria.
La fortuna di Maria Cristina di poter sposare l'uomo che amava amareggiava le altre figlie di Maria Teresa, che già risentivano del favoritismo della madre. Una delle sue sorelle, l'Arciduchessa Maria Amalia, era innamorata di un principe, Carlo II di Zweibrücken, ma è stata fidanzata e poi fatta sposare con la forza a Ferdinando I di Parma. Rimase estranea a sua madre per il resto della vita dell'imperatrice vedova.
Nelle prime settimane dopo il matrimonio, Maria Cristina, Alberto e Maria Teresa iniziarono una vivace corrispondenza. L'imperatrice vedova diede a sua figlia, che le mancava molto, consigli su come comportarsi nei confronti di suo marito. Ha dovuto coltivare un atteggiamento decente che cambia la vita basato sui valori cristiani. La coppia, che ebbe un felice matrimonio, tenne una splendida corte al Palazzo di Presburgo, organizzò costosissime feste e viaggiò spesso a Vienna.

### Vita a Presburgo

La duchessa di Teschen Maria Cristina d'Asburgo-Lorena ritratta nel 1776 da Johann Zoffany.

A Presburgo, Maria Cristina e suo marito furono in grado di ospitare una lussuosa vita di corte con feste frequenti e visite alla corte di Vienna. Presto riuscirono ad ottenere l'affetto della nobiltà e dei cittadini ungheresi, e si dedicarono al loro comune interesse per l'arte, che rese Presburgo un centro culturale durante la loro permanenza; fu qui che iniziarono la loro acquisizione di disegni e incisioni, che sarebbe diventata la famosa Collezione Albertina d'arte.
Dal dicembre 1774 al luglio 1776, Maria Cristina e Alberto fecero un lungo viaggio in Italia per visitare i fratelli di Maria Cristina, Leopoldo (a Firenze), Maria Carolina (a Napoli), Maria Amalia (a Parma) e Ferdinando (a Milano), dopo di che riferì alla madre della loro vita, principalmente delle parti negative. Inoltre, la coppia ha fatto visita a Papa Pio VI. Tuttavia, la debole salute e tristezza di Maria Cristina aumentarono, poiché Alberto era in servizio militare attivo nel 1777-1778 durante la Guerra di successione bavarese.

### Morte
Maria Cristina morì per una malattia allo stomaco; fu sepolta presso la Cripta Imperiale a Vienna. Il marito fece erigere in sua memoria nella Augustinerkirche uno splendido monumento funebre, opera di Antonio Canova.

## Discendenza
Maria Cristina ed Alberto ebbero una figlia:
- Maria Cristina Teresa di Sassonia-Teschen (1767; morì ad un giorno dalla nascita)

Divennero poi genitori adottivi dell'arciduca Carlo:
- Carlo Ludovico d'Asburgo-Teschen (1771-1847); venne adottato da Maria Cristina dopo la prematura morte dei suoi genitori.

## Ascendenza
|                                               |                      |                                       | Genitori                                                     |  |  | Nonni |  |  | Bisnonni          |  |  | Trisnonni           |  |
|                                               |                      |                                       |                                                              |  |  |       |  |  | Carlo V di Lorena |  |  | Nicola II di Lorena |  |
|                                               |                      |                                       |                                                              |  |  |       |  |  | Carlo V di Lorena |  |  | Nicola II di Lorena |  |
|                                               |                      | Claudia Francesca di Lorena           |                                                              |  |  |       |  |  | Carlo V di Lorena |  |  |                     |  |
| Leopoldo di Lorena                            |                      |                                       |                                                              |  |  |       |  |  | Carlo V di Lorena |  |  |                     |  |
|                                               |                      | Eleonora Maria Giuseppina d'Austria   | Ferdinando III d'Asburgo                                     |  |  |       |  |  |                   |  |  |                     |  |
|                                               |                      | Eleonora Maria Giuseppina d'Austria   | Ferdinando III d'Asburgo                                     |  |  |       |  |  |                   |  |  |                     |  |
|                                               |                      | Eleonora Maria Giuseppina d'Austria   | Eleonora Gonzaga-Nevers                                      |  |  |       |  |  |                   |  |  |                     |  |
| Francesco Stefano di Lorena                   |                      | Eleonora Maria Giuseppina d'Austria   |                                                              |  |  |       |  |  |                   |  |  |                     |  |
|                                               |                      | Filippo I di Borbone-Orléans          | Luigi XIII di Francia                                        |  |  |       |  |  |                   |  |  |                     |  |
|                                               |                      | Filippo I di Borbone-Orléans          | Luigi XIII di Francia                                        |  |  |       |  |  |                   |  |  |                     |  |
|                                               |                      | Filippo I di Borbone-Orléans          | Anna d'Austria                                               |  |  |       |  |  |                   |  |  |                     |  |
| Elisabetta Carlotta di Borbone-Orléans        |                      | Filippo I di Borbone-Orléans          |                                                              |  |  |       |  |  |                   |  |  |                     |  |
|                                               |                      | Elisabetta Carlotta di Baviera        | Carlo I Luigi del Palatinato                                 |  |  |       |  |  |                   |  |  |                     |  |
|                                               |                      | Elisabetta Carlotta di Baviera        | Carlo I Luigi del Palatinato                                 |  |  |       |  |  |                   |  |  |                     |  |
|                                               |                      | Elisabetta Carlotta di Baviera        | Carlotta d'Assia-Kassel                                      |  |  |       |  |  |                   |  |  |                     |  |
| Maria Cristina                                |                      | Elisabetta Carlotta di Baviera        |                                                              |  |  |       |  |  |                   |  |  |                     |  |
|                                               | Leopoldo I d'Asburgo | Ferdinando III d'Asburgo              |                                                              |  |  |       |  |  |                   |  |  |                     |  |
|                                               | Leopoldo I d'Asburgo | Ferdinando III d'Asburgo              |                                                              |  |  |       |  |  |                   |  |  |                     |  |
|                                               | Leopoldo I d'Asburgo | Maria Anna di Spagna                  |                                                              |  |  |       |  |  |                   |  |  |                     |  |
| Carlo VI d'Asburgo                            | Leopoldo I d'Asburgo |                                       |                                                              |  |  |       |  |  |                   |  |  |                     |  |
|                                               |                      | Eleonora del Palatinato-Neuburg       | Filippo Guglielmo del Palatinato                             |  |  |       |  |  |                   |  |  |                     |  |
|                                               |                      | Eleonora del Palatinato-Neuburg       | Filippo Guglielmo del Palatinato                             |  |  |       |  |  |                   |  |  |                     |  |
|                                               |                      | Eleonora del Palatinato-Neuburg       | Elisabetta Amalia d'Assia-Darmstadt                          |  |  |       |  |  |                   |  |  |                     |  |
| Maria Teresa d'Asburgo                        |                      | Eleonora del Palatinato-Neuburg       |                                                              |  |  |       |  |  |                   |  |  |                     |  |
|                                               |                      | Luigi Rodolfo di Brunswick-Lüneburg   | Antonio Ulrico di Brunswick-Lüneburg                         |  |  |       |  |  |                   |  |  |                     |  |
|                                               |                      | Luigi Rodolfo di Brunswick-Lüneburg   | Antonio Ulrico di Brunswick-Lüneburg                         |  |  |       |  |  |                   |  |  |                     |  |
|                                               |                      | Luigi Rodolfo di Brunswick-Lüneburg   | Elisabetta Giuliana di Schleswig-Holstein-Sonderburg-Norburg |  |  |       |  |  |                   |  |  |                     |  |
| Elisabetta Cristina di Brunswick-Wolfenbüttel |                      | Luigi Rodolfo di Brunswick-Lüneburg   |                                                              |  |  |       |  |  |                   |  |  |                     |  |
|                                               |                      | Cristina Luisa di Oettingen-Oettingen | Alberto Ernesto I di Oettingen-Oettingen                     |  |  |       |  |  |                   |  |  |                     |  |
|                                               |                      | Cristina Luisa di Oettingen-Oettingen | Alberto Ernesto I di Oettingen-Oettingen                     |  |  |       |  |  |                   |  |  |                     |  |
|                                               |                      | Cristina Luisa di Oettingen-Oettingen | Cristina Federica di Württemberg                             |  |  |       |  |  |                   |  |  |                     |  |
|                                               |                      | Cristina Luisa di Oettingen-Oettingen |                                                              |  |  |       |  |  |                   |  |  |                     |  |